# Tontine (Afrika)
Tontinen bezeichnen in den verschiedenen Ländern Westafrikas, wie etwa in Kamerun, lokale Spar- und Kreditgruppen. Sie haben durch ihren kooperativen Charakter auch eine soziale Bedeutung und entsprechen damit eher einem kollektiven Spargeschäft (vgl. Bausparkasse, Kollektives Bausparen) als der klassischen Tontine, einer frühen Form der Rentenversicherung. Sie stellen eine Form privater Spargruppen (ROSCA) dar. Auch in der kamerunischen Diaspora bestehen solche Spar- und Kreditgruppen.

## Tontinen in Kamerun
In Kamerun existieren die sogenannten Tontinen seit über 30 Jahren. Sie haben sich insbesondere in den letzten 10 Jahren in manchen Regionen zu wichtigen Stützen der solidarischen Ökonomie entwickelt. Angefangen als kleine, meist familieninterne Sparklubs, haben sich heute in Gemeinschaften, Dörfern und Stadtvierteln und Unternehmen Tontinen mit den unterschiedlichsten Ausprägungen und in unterschiedlichsten Größen gebildet. Insbesondere in der Region Extrême-Nord und um deren Hauptstadt Maroua ist das Tontinenwesen stark ausgeprägt. Da es sich bei Tontinen zumeist um informelle Zusammenschlüsse handelt, liegen keine konkreten Informationen über die Anzahl der Tontinen vor, und Forschungen diesbezüglich sind noch wenig vorhanden. Dennoch schätzt man, dass – je nach Region – bis zu 20 % der Bevölkerung an einer oder mehreren Tontinen beteiligt sind.
Der CDE-SAARE führt derzeit eine Untersuchung über die Strukturen Solidarischer Ökonomie in Nordkamerun durch.

### Zweck
Der Zweck einer Tontine besteht darin, ihren Teilnehmer zu einem bestimmten Zeitpunkt einen großen Betrag Geld zur Verfügung zu stellen. Normalerweise wird in der Tontine selbst kein Reichtum geschaffen, denn der Begünstigte erhält lediglich die Summe all seiner persönlichen Einzahlungen pro Zyklus ausgezahlt. Selbst bei der komplexen Form der Tontine, die wie eine Kleinbank funktioniert, findet die Reichtumsbildung außerhalb der Tontine statt. Dennoch kann sie für ihre Mitglieder sehr vorteilhaft sein.
Wenn ein Mitglied beispielsweise zu einem bestimmten Zeitpunkt eine große Menge Geld benötigt, z. B. um ein Haus zu bauen oder für den Kauf des Saatgutes für eine zukünftige Ernte, kann die Tontine kurzfristig diese größere Investition finanzieren, ggf. sogar zinsfrei. Die komplexere Tontine mit Zinsregelung fungiert für die Teilnehmer entweder als Kredit oder als eine Art Sparbuch, mit dem Vorteil, dass die Zinsen innerhalb der Gruppe bleiben.

### Organisation
Tontinen sind kleine Gruppen von meist 10 bis 50 Menschen, die sich regelmäßig treffen, um einen vorher festgelegten Geldbetrag zu tauschen. Alle Mitglieder geben dabei gleich viel Geld in die Tontine, die am Ende des Treffens einem Mitglied zugutekommt. Es existieren diesbezüglich zwei verschiedene Verteilmodi und etliche Mischformen:
- In ihrer einfachen Form wird zu Beginn der Tontine eine Reihenfolge festgelegt, nach welcher jedes Mitglied einmal die Kasse der Tontine bekommt. Bei jeder Tontine zahlt jedes Mitglied den gleichen Betrag in die Kasse, und jeder Begünstigte profitiert einmal pro Zyklus.
- In ihrer komplexen Form funktioniert die Tontine wie eine Kleinbank: Zusätzlich zu der Reihenfolge der Tontinen-Gewinner legen die Mitglieder einen Zins fest, der sich an der Reihenfolge orientiert. Wer als erster von der Tontine profitiert, zahlt zusätzlich zu seinem Tontinen-Beitrag am Ende des Zyklus einen kleinen Prozentsatz in die Kasse ein, der zweite Tontinen-Gewinner einen etwas kleineren Prozentsatz der Tontine usw. Der Tontinen-Gewinner in der Mitte erhält die Tontine ohne Zinsen und der nächste erhält die Tontine plus die Zinsen des vorletzten Tontinen-Gewinners usw. Für die erste Hälfte der Begünstigten funktioniert die Tontine also wie ein Kredit, für die andere Hälfte wie ein Sparbuch.

Wegen der Heterogenität der Organisationsformen ist eine Verallgemeinerung der Funktionsweise nicht möglich. Häufig existiert neben der eigentlichen Tontinen-Kasse noch eine Solidaritätskasse, aus der die Mitglieder im Fall unerwarteter Unglücksfälle eine festgelegte Unterstützung erhalten (Krankheit, Todesfall in der Familie etc.). In einigen Strukturen haben die Mitglieder darüber hinaus eine Kasse für unerwartete Glücksfälle eingeführt (Geburten, Hochzeiten …), sodass die Tontinen oft nicht nur ökonomisch, sondern auch sozial eine wichtige Stütze für die Teilnehmer geworden sind.

### Regionaler Kontext
Die Gründe für die starke Entwicklung der Tontinen in Nordkamerun sind sicherlich vielfältig und sind im historischen, sozialen und geografischen Kontext zu suchen.
Als wichtigste Determinante für das Funktionieren von Tontinen ist das Vertrauen unter den Mitgliedern zu nennen, denn es existieren meistens keine Verträge untereinander.
Dass die meisten Tontinen im Inneren von Familien, Assoziationen, Stadtteilen oder Unternehmen zu finden sind, ist kein Zufall. Die Mitglieder kennen sich meistens schon vorher und sind in ein enges Netz sozialer Beziehungen integriert. Die daraus resultierende Soziale Kontrolle oder gegenseitige Abhängigkeiten stellen sicher, dass sich der Einzelne nicht einfach nach dem Gewinn der Tontine aus dem Staub macht.
Als weitere wichtige Faktoren sind das fehlende Vertrauen der Bevölkerung in die Banken und der kulturelle Charakter in der Region zu nennen.